# Hvid ædelcypres
Hvid ædelcypres (Chamaecyparis thyoides), er et lille stedsegrønt træ.

## Beskrivelse
Skudsystemerne er flade og bregneagtige, med grønne til blå-grønne skælformede nåle. Koglerne er runde, 4-9 mm i diameter, bestående af 6-10 skæl. Til at begynde med grønne eller violette, men bliver brune når de er modne.
Højde x bredde: 25 × 5 m.

## Hjemsted
Den amerikanske atlanterhavskyst fra Maine til Georgia, og langs den Mexicanske Golf fra Florida til Mississippi. Den vokser på fugtige jorde langs kysten, men træffes helt op til ca. 500 m i Appalacherne.
I de sumpede floddale, som er dannet langs de meget rene floder i Nord- og Sydcarolina, der har udløb i Atlanterhavet, findes arten sammen med bl.a. Konvalbusk, Alnus maritima (en art af el), Glyceria obtusa (en art af sødgræs), hvid næbfrø, rundbladet soldug, sortfrugtet vinterbær, storfrugtet tranebær, virakfyr og ægte vokspors

## Anvendelse
Træet har ingen forstlig betydning i Danmark. Der findes en lang række sorter til havebrug, heraf flere dværgformer, men det er mindre almindeligt end Lawsoncypres.

## Note
1. ↑  www.delawareestuary.org: The Partnership for the Delaware Estuary: Atlantic Coastal Plain Blackwater Stream Floodplain Forest (engelsk)

| Portal | Portal:Botanik |

| Botanik | Spire Denne botanikartikel er en spire som bør udbygges. Du er velkommen til at hjælpe Wikipedia ved at udvide den. |